# Coupe d'Allemagne de patinage artistique 1987
Navigation
Édition précédente Édition suivante
La Coupe d'Allemagne était une compétition internationale de patinage artistique qui se déroulait en Allemagne au cours de l'automne, entre 1986 et 2004. Elle accueillait des patineurs amateurs de niveau senior dans quatre catégories: simple messieurs, simple dames, couple artistique et danse sur glace. En 1987, son nom officiel était le Trophée Fujifilm.
La deuxième Coupe d'Allemagne est organisée du 18 au 22 novembre 1987 à Francfort-sur-le-Main.

## Résultats

### Messieurs
| Rang | Nom                   | Pays             | Points | Prog. court | Prog. libre |
| ---- | --------------------- | ---------------- | ------ | ----------- | ----------- |
| 1    | Christopher Bowman    | États-Unis       | 1.4    | 1           | 1           |
| 2    | Vladimir Petrenko     | Union soviétique | 2.8    | 2           | 2           |
| 3    | Makoto Kano           | Japon            | 4.2    | 3           | 3           |
| 4    | Alessandro Riccitelli | Italie           | 6.0    | 5           | 4           |
| 5    | Axel Médéric          | France           | 6.6    | 4           | 5           |
| 6    | Norman Proft          | Canada           | 9.6    | 9           | 6           |
| 7    | Daniel Weiss          | Allemagne        | 9.8    | 7           | 7           |
| 8    | Oula Jääskeläinen     | Finlande         | 10.4   | 6           | 8           |
| 9    | Pavel Vanco           | Tchécoslovaquie  | 12.2   | 8           | 9           |
| 10   | Christopher Blong     | Nouvelle-Zélande | 14.0   | 10          | 10          |

### Dames
| Rang | Nom              | Pays                 | Points | Prog. court | Prog. libre |
| ---- | ---------------- | -------------------- | ------ | ----------- | ----------- |
| 1    | Midori Ito       | Japon                | 1.4    | 1           | 1           |
| 2    | Jill Trenary     | États-Unis           | 2.8    | 2           | 2           |
| 3    | Natalia Gorbenko | Union soviétique     | 4.6    | 4           | 3           |
| 4    | Agnès Gosselin   | France               | 7.2    | 8           | 4           |
| 5    | Josée Arseneault | Canada               | 7.2    | 3           | 6           |
| 6    | Claude Péri      | France               | 8.6    | 9           | 5           |
| 7    | Beatrice Gelmini | Italie               | 9.0    | 5           | 7           |
| 8    | Susanne Becher   | Allemagne de l'Ouest | 11.8   | 7           | 9           |
| 9    | Petra Vonmoos    | Suisse               | 12.0   | 10          | 8           |
| 10   | Elina Hänninen   | Finlande             | 12.4   | 6           | 10          |
| 11   | Jana Petruskova  | Tchécoslovaquie      | 15.0   | 10          | 11          |

### Couples
| Rang | Nom                             | Pays               | Points | Prog. court | Prog. libre |
| ---- | ------------------------------- | ------------------ | ------ | ----------- | ----------- |
| 1    | Jill Watson / Peter Oppegard    | États-Unis         | 1.4    | 1           | 1           |
| 2    | Laurene Collin / John Penticost | Canada             | 2.8    | 2           | 2           |
| 3    | Brigitte Groh / Holger Maletz   | Allemagne de l'Est | 4.2    | 3           | 3           |
| 4    | Lori Rissling / Allan Kerslake  | Canada             | 5.6    | 4           | 4           |

### Danse sur glace
| Rang | Nom                                    | Pays                 | Points | Danse imposée | Danse originale | Danse libre |
| ---- | -------------------------------------- | -------------------- | ------ | ------------- | --------------- | ----------- |
| 1    | Marina Klimova / Sergueï Ponomarenko   | Union soviétique     | 1.2    | 1             | 1               | 1           |
| 2    | Antonia Becherer / Ferdinand Becherer  | Allemagne de l'Ouest | 2.4    | 2             | 2               | 2           |
| 3    | Michela Malingambi / Andrea Gilardi    | Italie               | 3.6    | 3             | 3               | 3           |
| 4    | Tomoko Tanaka / Hiroyuki Suzuki        | Japon                | 4.8    | 4             | 4               | 4           |
| 5    | Andrea Weppelman / Hendryk Schamberger | Allemagne de l'Ouest | 6.0    | 5             | 5               | 5           |
| 6    | Susanna Rahkamo / Petri Kokko          | Finlande             | 7.6    | 8             | 6               | 6           |
| 7    | Isabelle Sarech / Xavier Debernis      | France               | 8.2    | 6             | 7               | 7           |
| 8    | Kim Weeks / Curtis Moore               | Canada               | 10.6   | 9             | 10              | 8           |
| 9    | Melanie Cole / Michael Farrington      | Canada               | 10.6   | 7             | 8               | 10          |
| 10   | Andrea Juklova / Martin Simecek        | Tchécoslovaquie      | 11.0   | 10            | 9               | 9           |

## Source
- (en) « Ice Abroad,  FUJI FILM TROPHY, FRANKFURT, FEDERAL REPUBLIC OF GERMANY, NOVEMBER 18-22, 1987 », sur usfsa.xmlmanager.qg.com